# Je suis Charlie

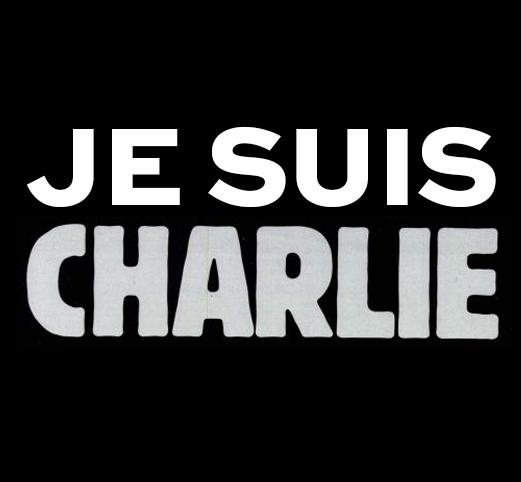
Imagen Je suis Charlie difundida en línea, y luego reproducida y utilizada en muchas manifestaciones.

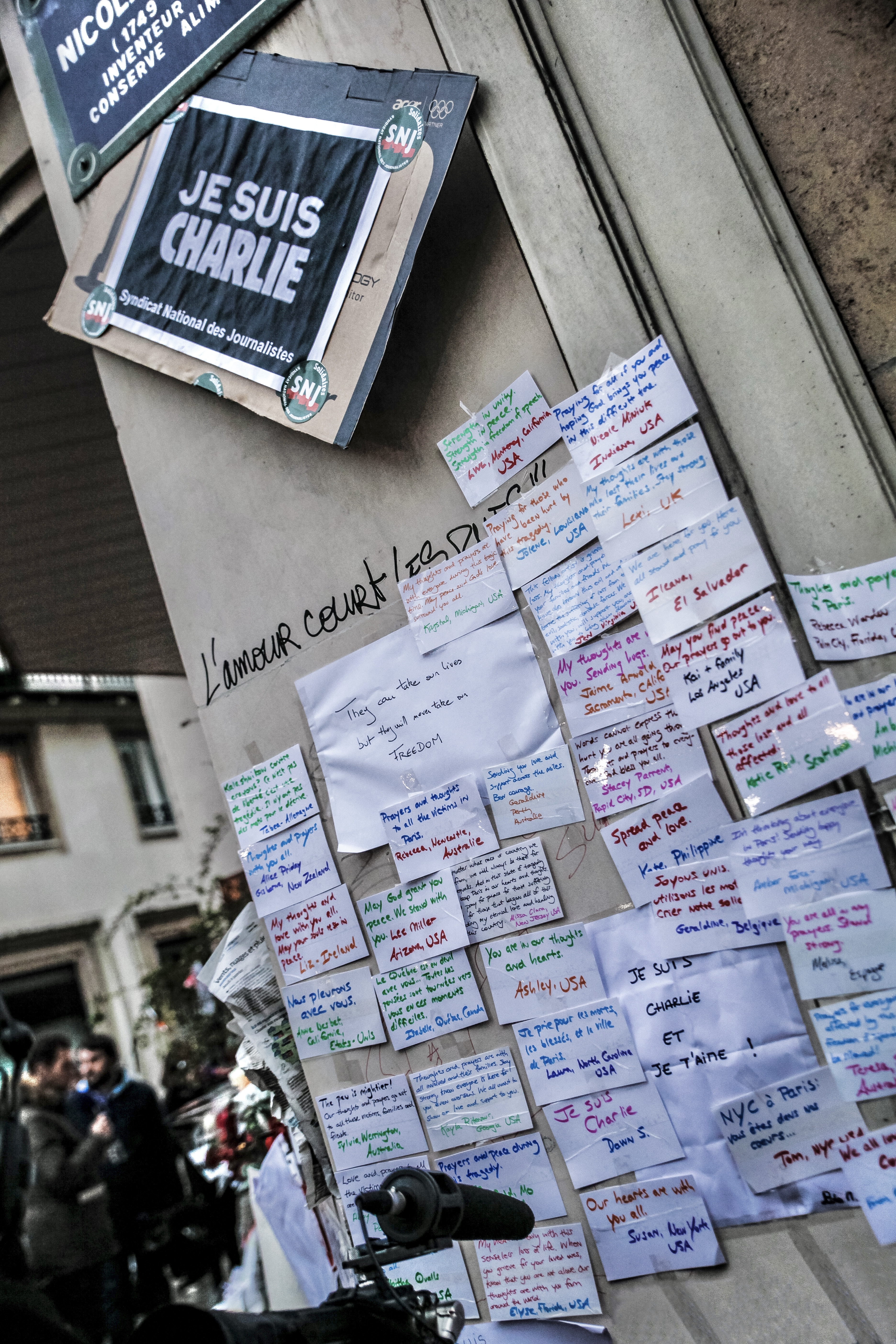
Mensajes en la calle Nicolas-Appert el 8 de enero de 2015, muy cerca de la sede de Charlie Hebdo.

«Je suis Charlie» (lit. en castellano: «soy Carlitos»; pronunciación en francés: /ʒə sɥi ʃaʁli/) es un eslogan creado por Joachim Roncin, un grafista francés (director artístico y periodista musical de la revista Stylist). Esta significativa frase emblemática fue dada a difusión en la red, en los minutos que siguieron al atentado contra el semanario satírico Charlie Hebdo, y a partir de entonces utilizado repetidamente tanto el 7 de enero de 2015 como en los días siguientes, en apoyo y homenaje a las víctimas. Esta frase fue principalmente utilizada en formato de imagen y en formato de etiqueta o hashtag en las redes sociales, por ejemplo convirtiéndose en la práctica en uno de los lemas más utilizados de la red Twitter; no obstante, la enorme repercusión de esta consigna, no implicó aprobación unánime, pues ciudadanos anónimos y también personalidades públicas, tomaron sus distancias al respecto y expresaron críticas y reservas.
Reproducciones de esta frase y variantes ("Je suis Français et je n'ai pas peur", "Je suis Charlie même pas peur", "J'essuie les larmes de Charlie", "Charlie berté, partout sur la planète", "Paris se lève pour la liberté", "Faites l'humour pas la guerre", "I am Charlie", “Je suis juif", "Je suis flic", "Je suis musulman", "I am a Jew", "I am a cop", "I am a Muslim", "Nous sommes tous Charlie", "Soy Charlie", "Somos Charlie", etc), fueron utilizadas en múltiples formas en las manifestaciones de apoyo que se concretaron luego del atentado, tanto en Francia como en otros países, así como en dibujos e ilustraciones, y en textos musicales compuestos en homenaje a las víctimas (como los de Fabien Marsaud o Tryo).

## Historia

### Creación del eslogan

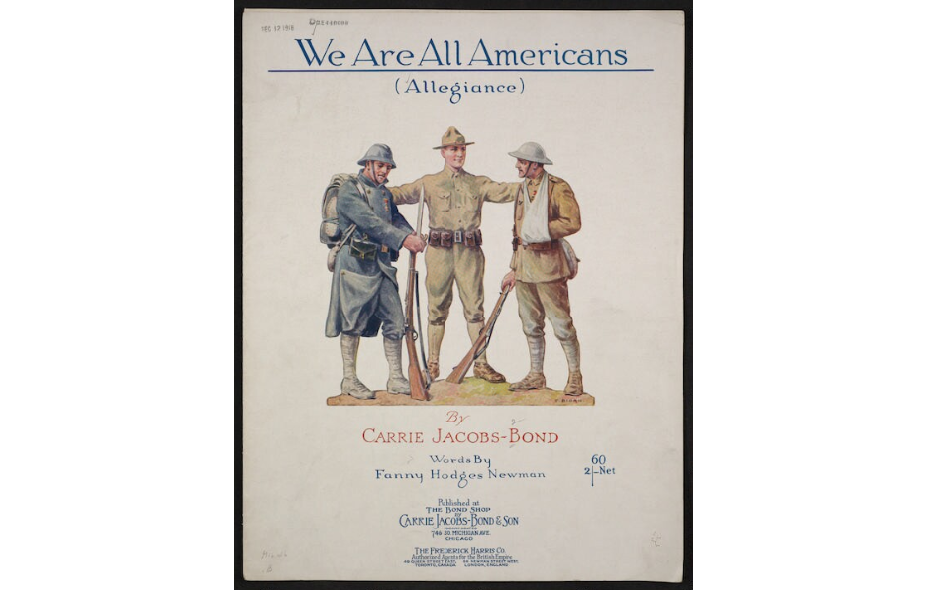
"We Are All Americans", ilustración de una canción de guerra del año 1918, y que fuera popularizada por la cantante estadounidense Carrie Jacobs-Bond.

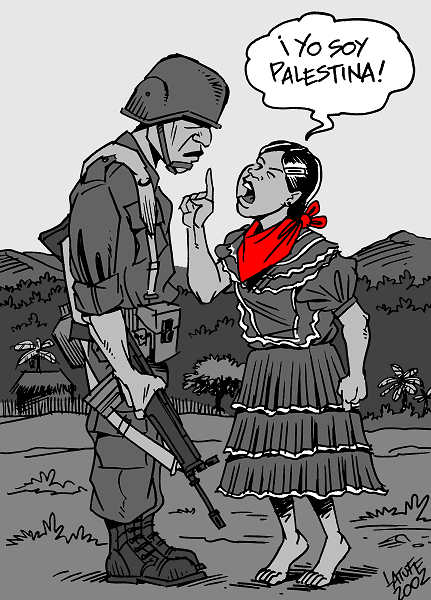
Caricatura del dibujante y activista social brasilero Carlos Latuff.

El autor del eslogan y de la imagen inicial se llama Joachim Roncin, y es el director artístico del magacín Stylist. El logo es sobrio, presentando la frase «Je suis Charlie» en blanco y gris sobre fondo negro, sin ningún elemento gráfico agregado. El autor tomó la palabra «Charlie» del logo de Charlie Hebdo así como la tipografía usada en dicho logo, anteponiendo las palabras «Je suis» (en español: «Soy» o «Yo soy»), y dio difusión a la primera versión de este eslogan en Twitter, a la hora 12:52 del 7 de enero de 2015, o sea, menos de una hora después de comenzado el atentado. Casi seguramente, Roncin tuvo la idea de este eslogan pensando en la obra Où est Charlie ?, que justamente en esos días leía con su hijo. Esta frase emblemática también hace eco a la frase «Nous sommes tous Américains» (en inglés: «We are all Americans» o «We are all Americans now»), que tuvo amplia difusión con relación a los atentados del 11 de septiembre de 2001, así como de frases similares que a partir de entonces se fueron acuñando, como por ejemplo la utilizada en el año 2002 por el caricaturista brasilero Carlos Latuff. El sentido genérico de todas estas frases es similar de un caso a otro, pues en forma breve y sintética, se pretende expresar apoyo y solidaridad por algún tipo de causa, y/o por algún tipo de desgracia o situación particularmente injusta.

### Sentido del eslogan

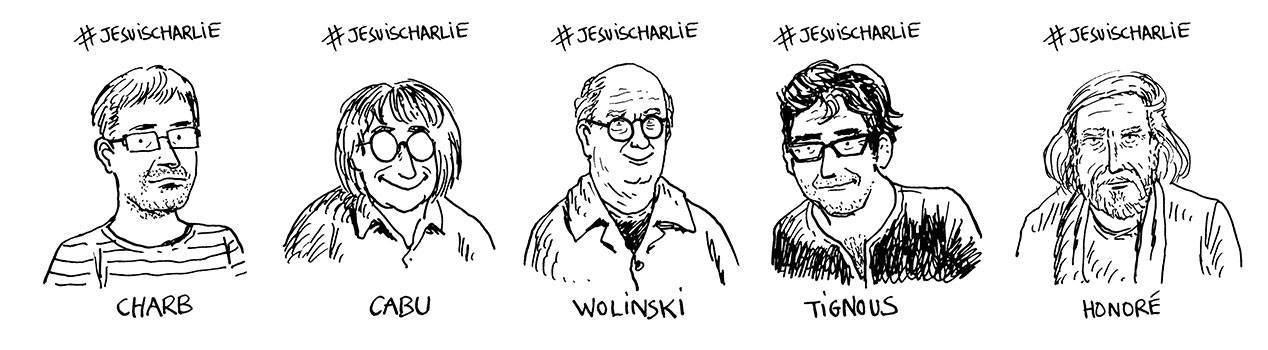
Nous sommes Charlie / Los estudiantes de CESAN (Centre d'Enseignement Spécialisé des Arts Narratifs) rinden homenaje a las víctimas.

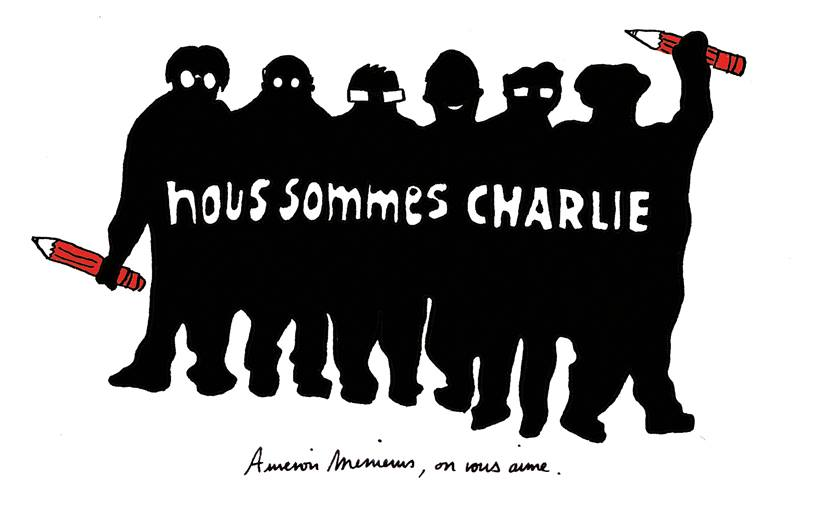
Nous sommes Charlie (de izquierda a derecha: Cabu, Wolinski, Tignous, Oncle Bernard, Charb, Honoré).

El eslogan Je suis Charlie, en buen romance tiene el sentido aproximado de «Je suis [solidaire avec les victimes de l'attentat contre] Charlie [Hebdo]» (en español: «Soy [solidario con las víctimas del atentado contra] Charlie [Hebdo]»), y en líneas generales esa es una forma de indicar apoyo a las víctimas, en el sentido directo de la frase que viene de expresarse.
Esta consigna evoca al de la politóloga Nicole Bacharan («Ce soir, nous sommes tous Américains»), dado a difusión el 11 de septiembre de 2001, el que luego fuera retomado por el periodista Jean-Marie Colombani en su editorial del 13 de ese mismo mes y año, en el cotidiano Le Monde, y por cierto, muchas son las personas que aún lo recuerdan y lo tienen presente.
La tradición por este estilo de frases se remonta al también recordado Ich bin ein Berliner (o sea, «Je suis un Berlinois» o «Soy un berlinés» en francés y español respectivamente) pronunciado por John Fitzgerald Kennedy durante su discurso en el entonces Berlín occidental el 26 de junio de 1963, al cumplirse quince años del bloqueo a esa ciudad.

### Utilización del eslogan
Bastaron solamente algunos minutos luego de la publicación de esta frase emblemática en ese momento tan especial que siguió inmediatamente al atentado, para que el eslogan se difundiera muy rápidamente a través de los blogs y las redes sociales, especialmente vía Twitter y Facebook así como a través de los principales periódicos franceses (Le Monde, Libération, Le Figaro …). Twitter France anunció hacia el fin de la jornada del 8 de enero de 2015, que alrededor de 3.4 millones de mensajes de solidaridad #JeSuisCharlie fueron publicados en esa red social a lo largo y ancho del mundo.

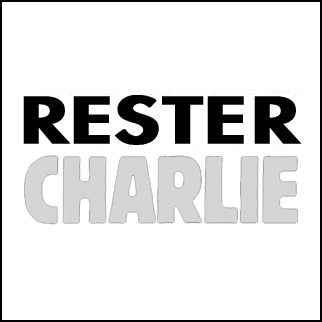
Variante de la frase emblemática
"Je suis Charlie" también disponible en línea para su uso libre.

El sitio web de Charlie Hebdo colapsó minutos después del atentado, pero luego fue restaurado con el eslogan «Je suis Charlie» sobre fondo negro. Esta expresión se hizo viral en muy poco tiempo, tanto en Francia como en otros países, y fue traducida a muchas otras lenguas (traducciones disponibles en el sitio digital de Charlie Hebdo). Por homenaje o solidaridad, imágenes con la frase «Je suis Charlie» o con variantes de este eslogan, fueron utilizadas por varios usuarios de redes sociales como avatar personal.
El eslogan, símbolo de la libertad de prensa, igualmente fue transmitido usando la etiqueta #jesuischarlie en Twitter (aplicado unas 619000 veces entre las once y las veinte horas del 7 de enero de 2015); sin duda fue el hashtag más tuiteado del mundo durante varias horas en las redes sociales. También han sido usadas variantes en formatos de pancarta y afiche, tanto en diferentes lugares públicos del hexágono francés como en las grandes metrópolis de otros países.
El hashtag «#jesuischarlie» sin duda es uno de los hashtags más populares de la red social Twitter, con no menos de 5:044.740 tuits publicados durante las tres jornadas (7-9 de enero de 2015) que duraron estos atentados y sus secuelas en París y alrededores.
La consigna también fue utilizada durante las manifestaciones de apoyo realizadas el propio día 7 de enero de 2015.

Galería de imágenes: Francia
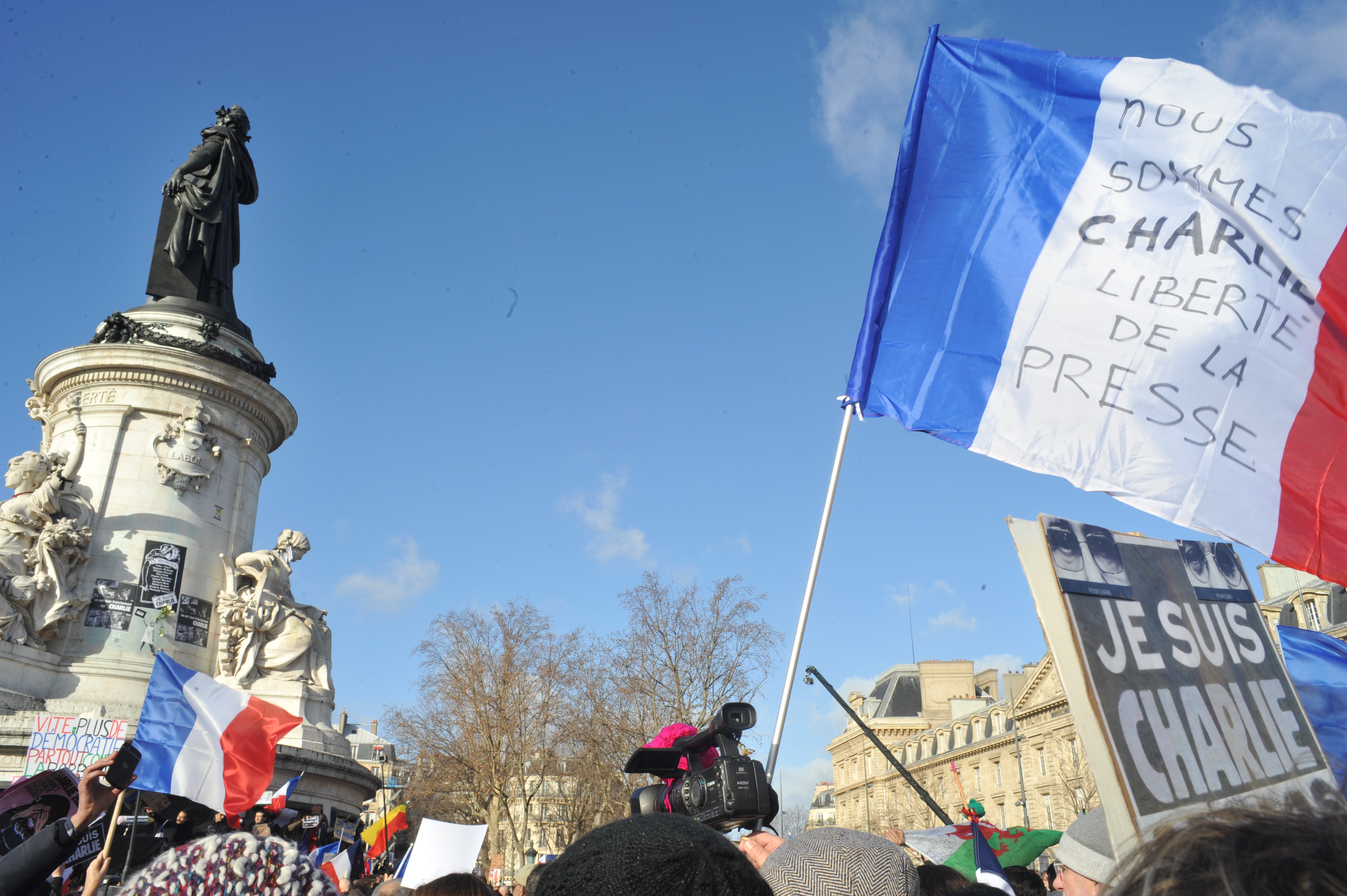
Plaza de la República, en París, 11 de enero de 2015.
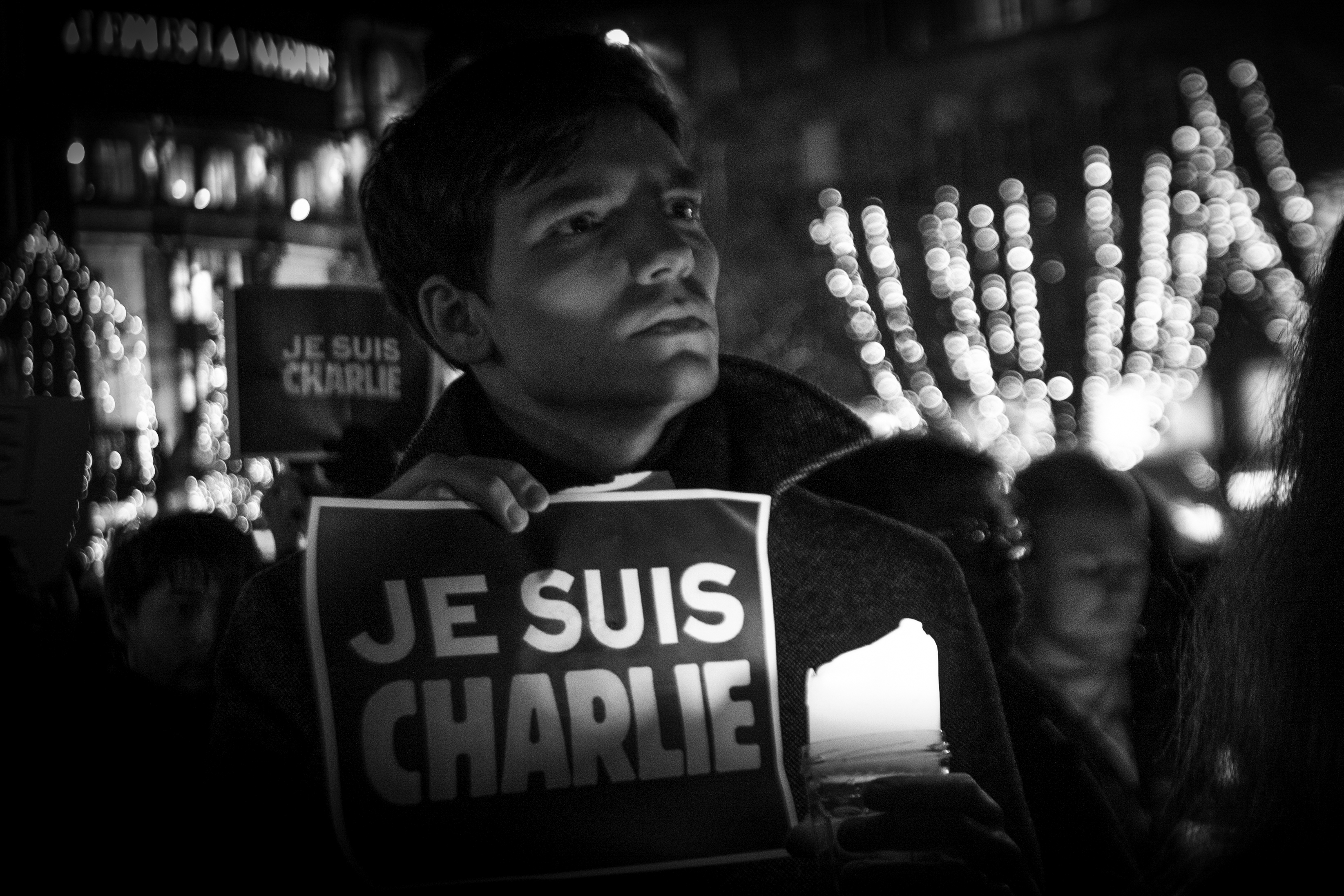
Je suis Charlie en Estrasburgo, 7 de enero de 2015.
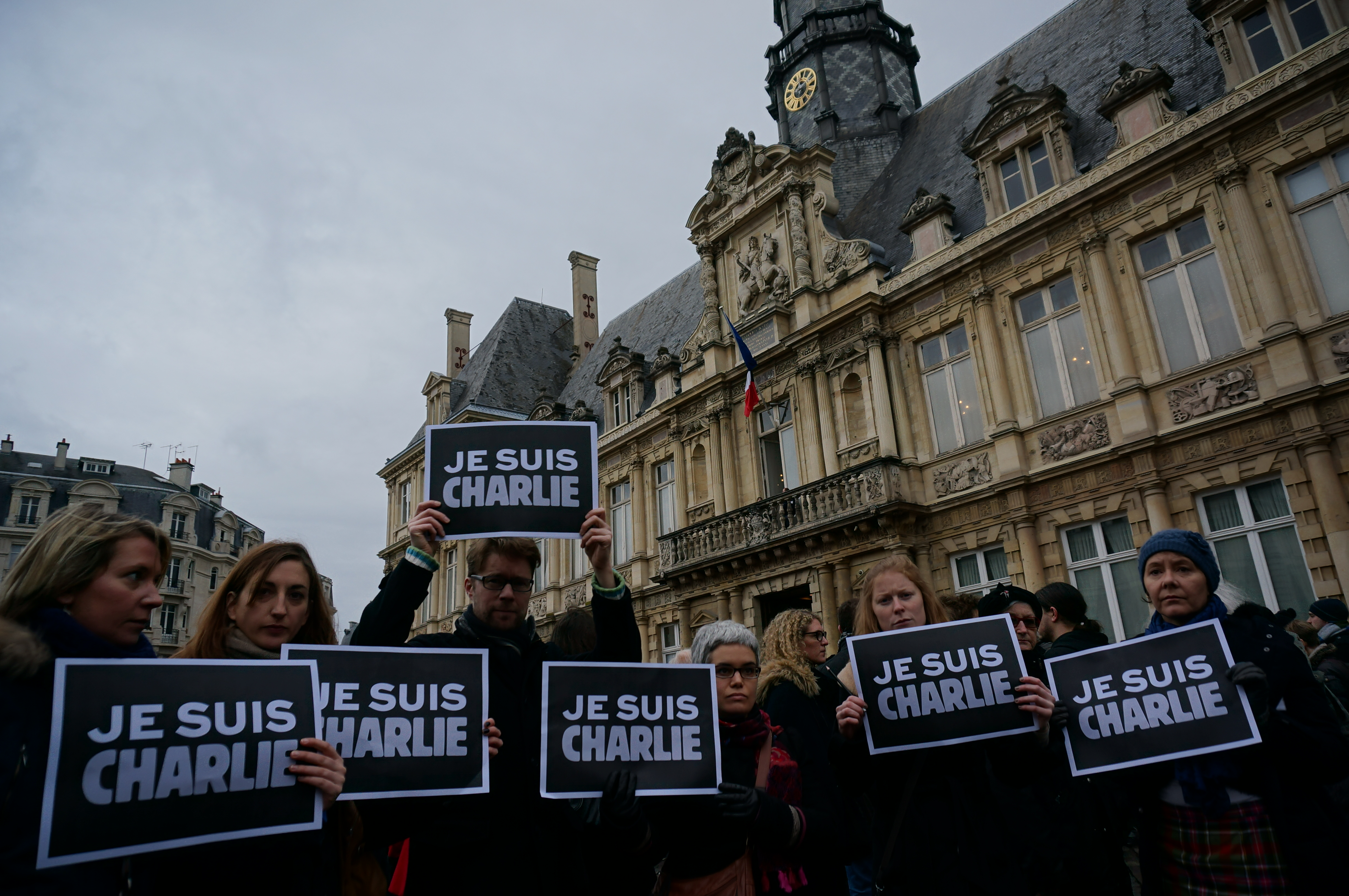
Manifestación en Reims, 8 de enero de 2015.
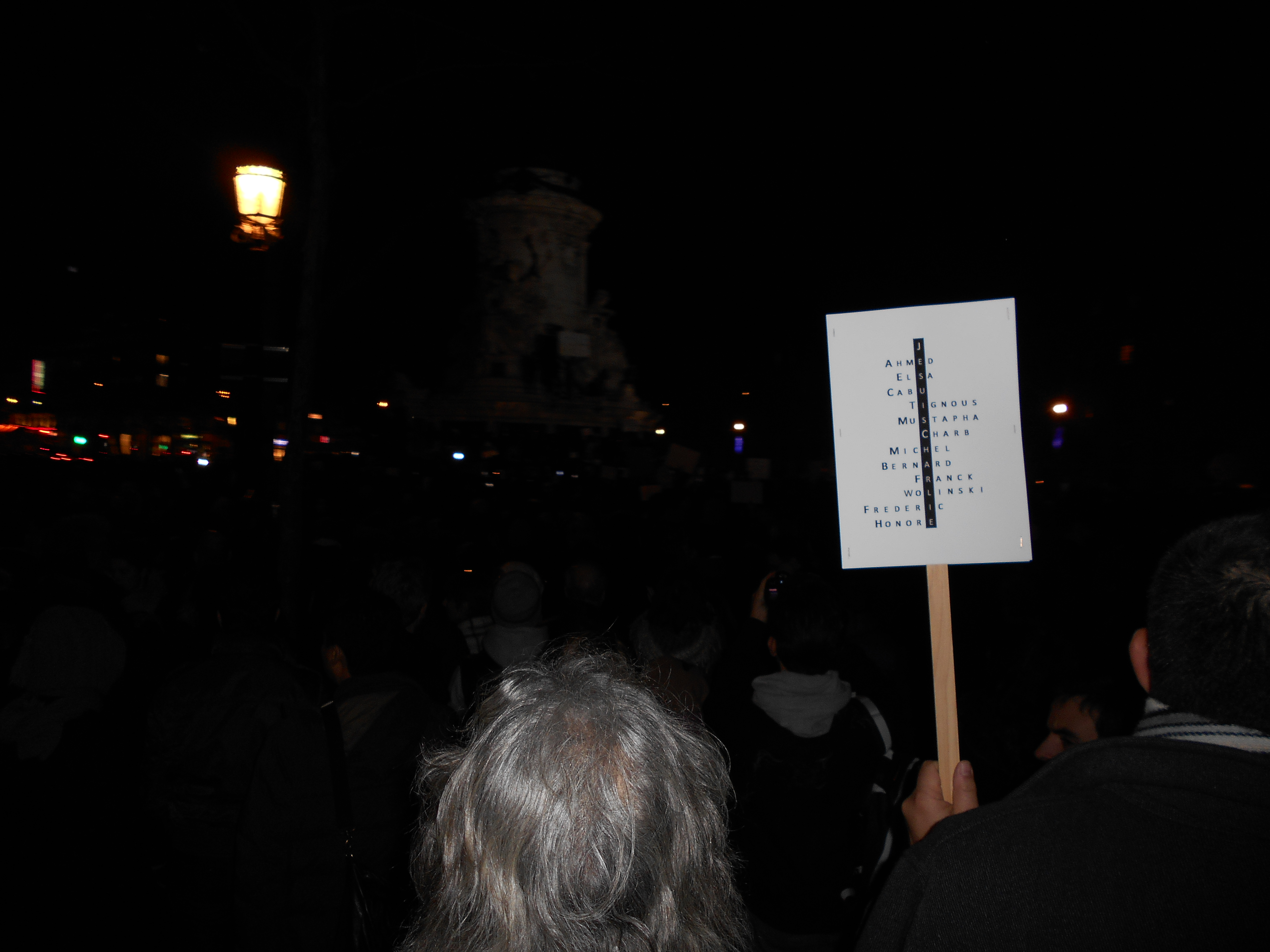
Acróstico "Je suis Charlie" con los nombres de las 12 víctimas.

Galería de imágenes: otros países
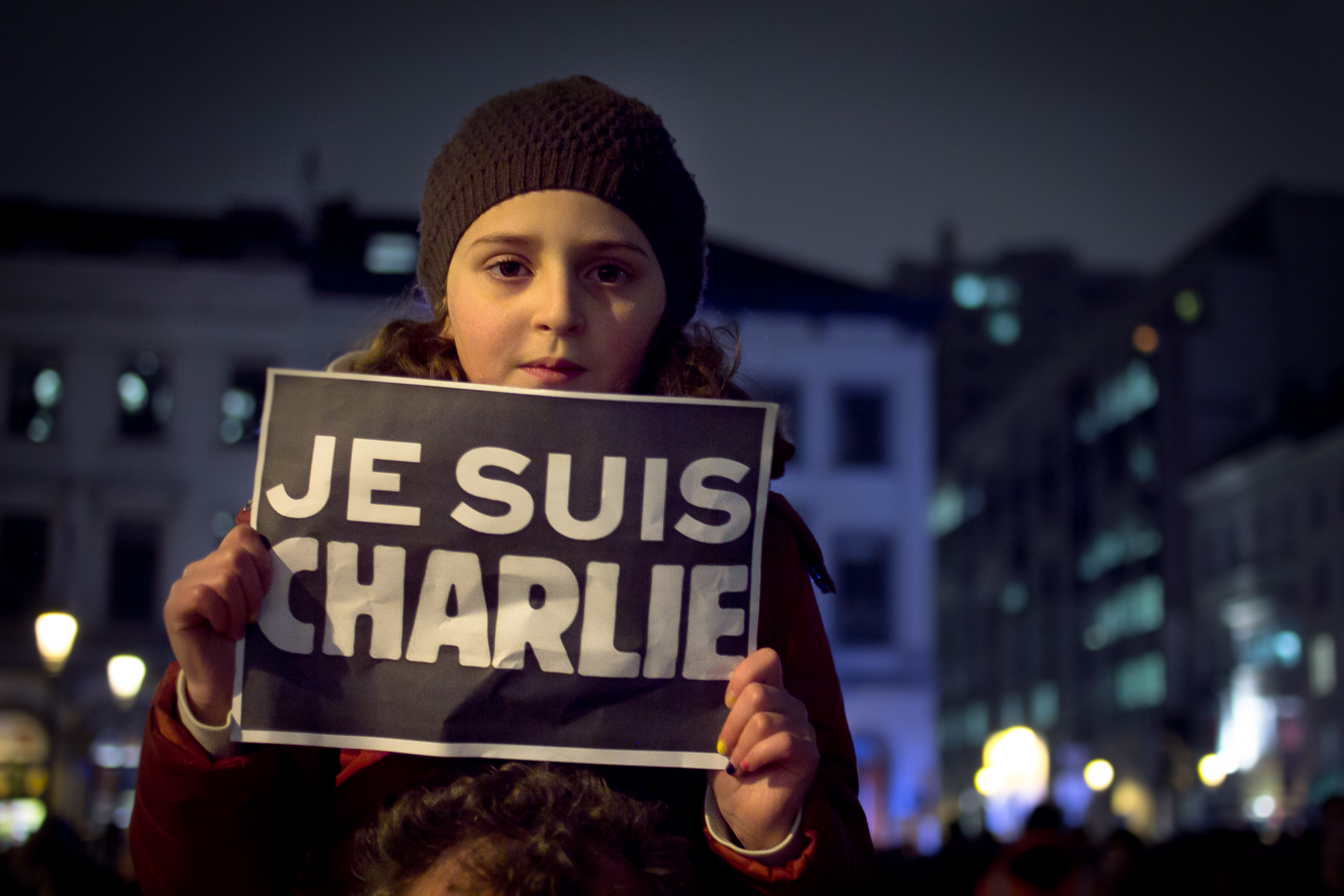
Manifestación en Bruselas, 7 de enero de 2015.
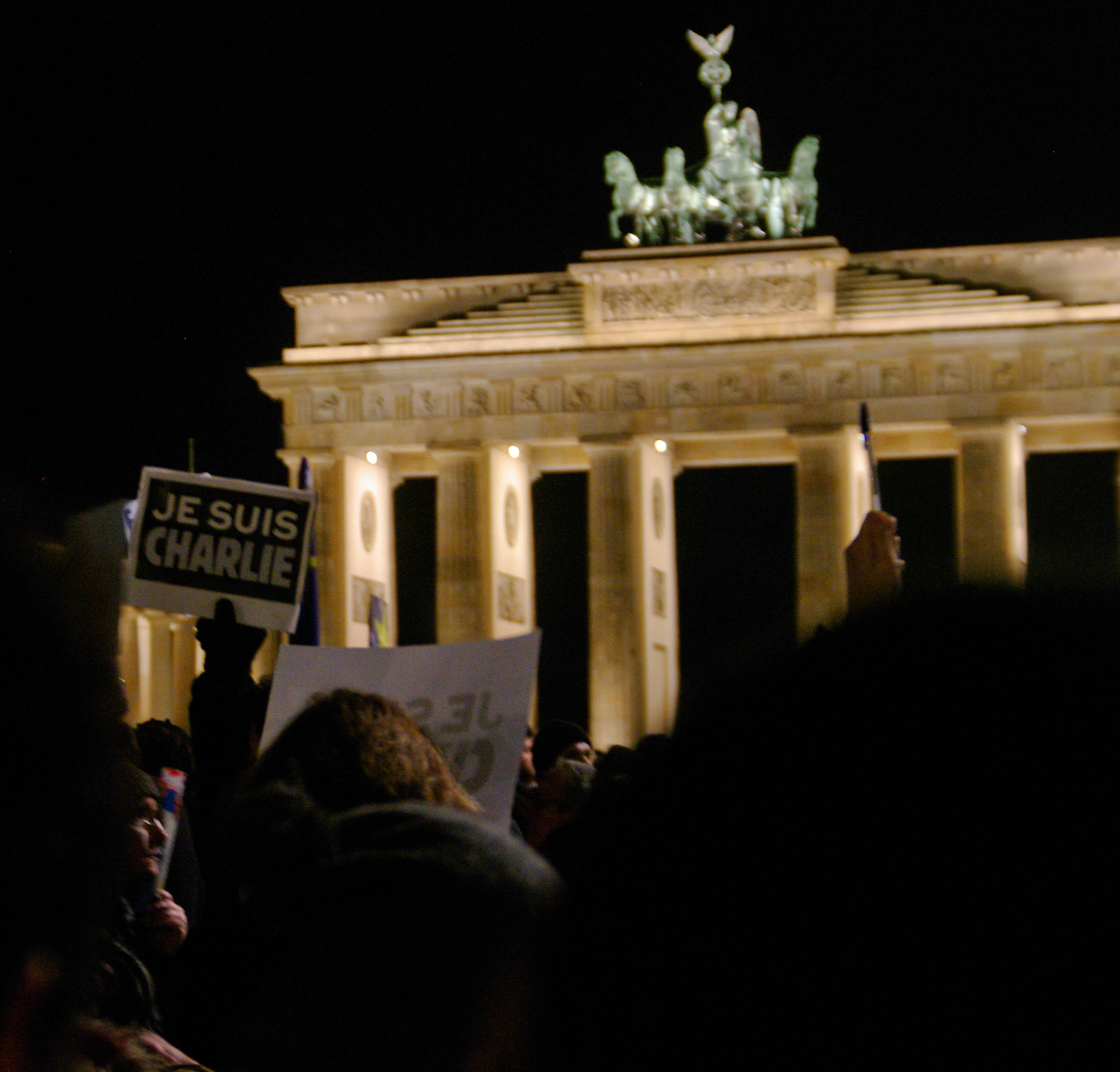
"Je suis Charlie", Berlín.
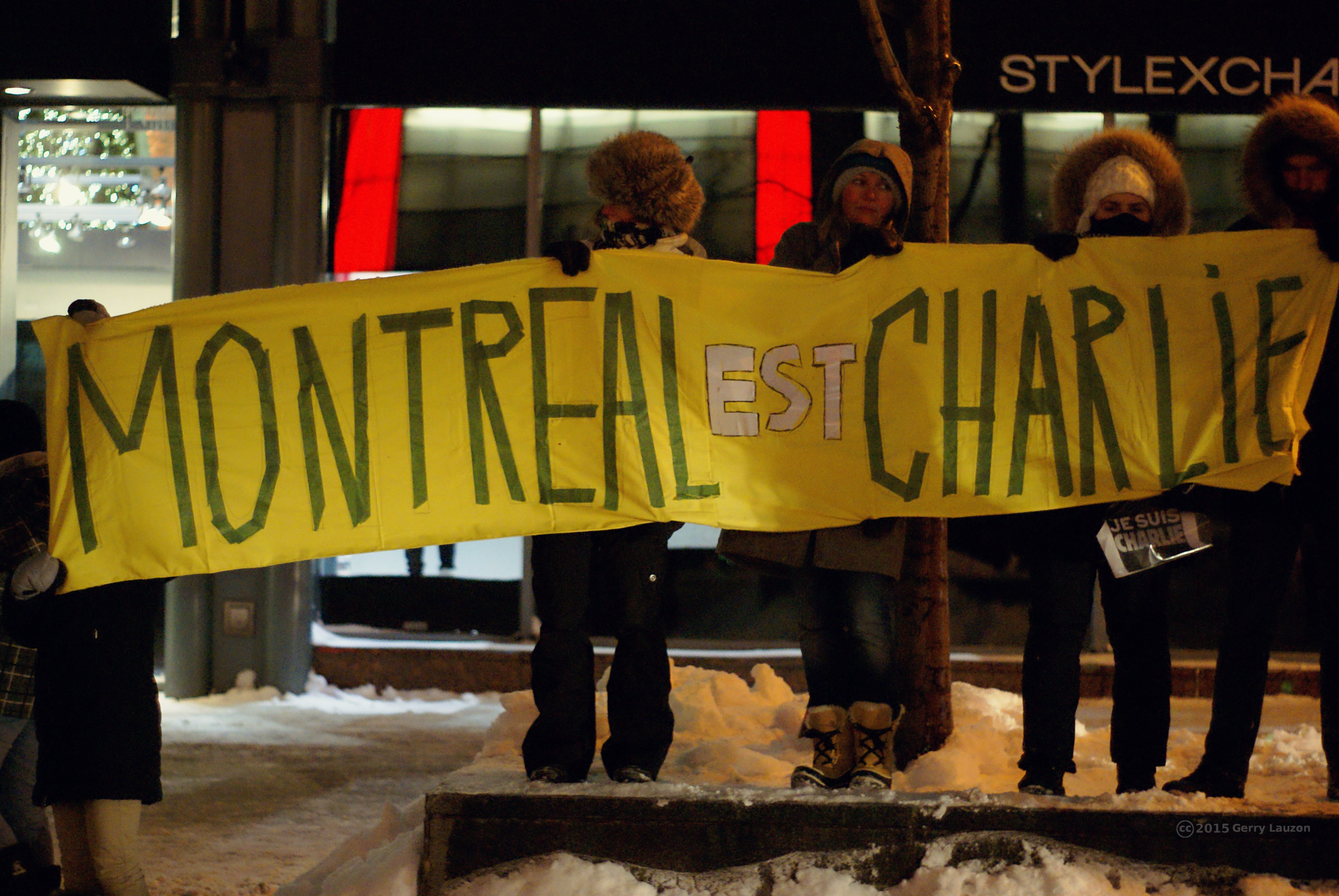
"Montreal est Charlie" (Canadá).
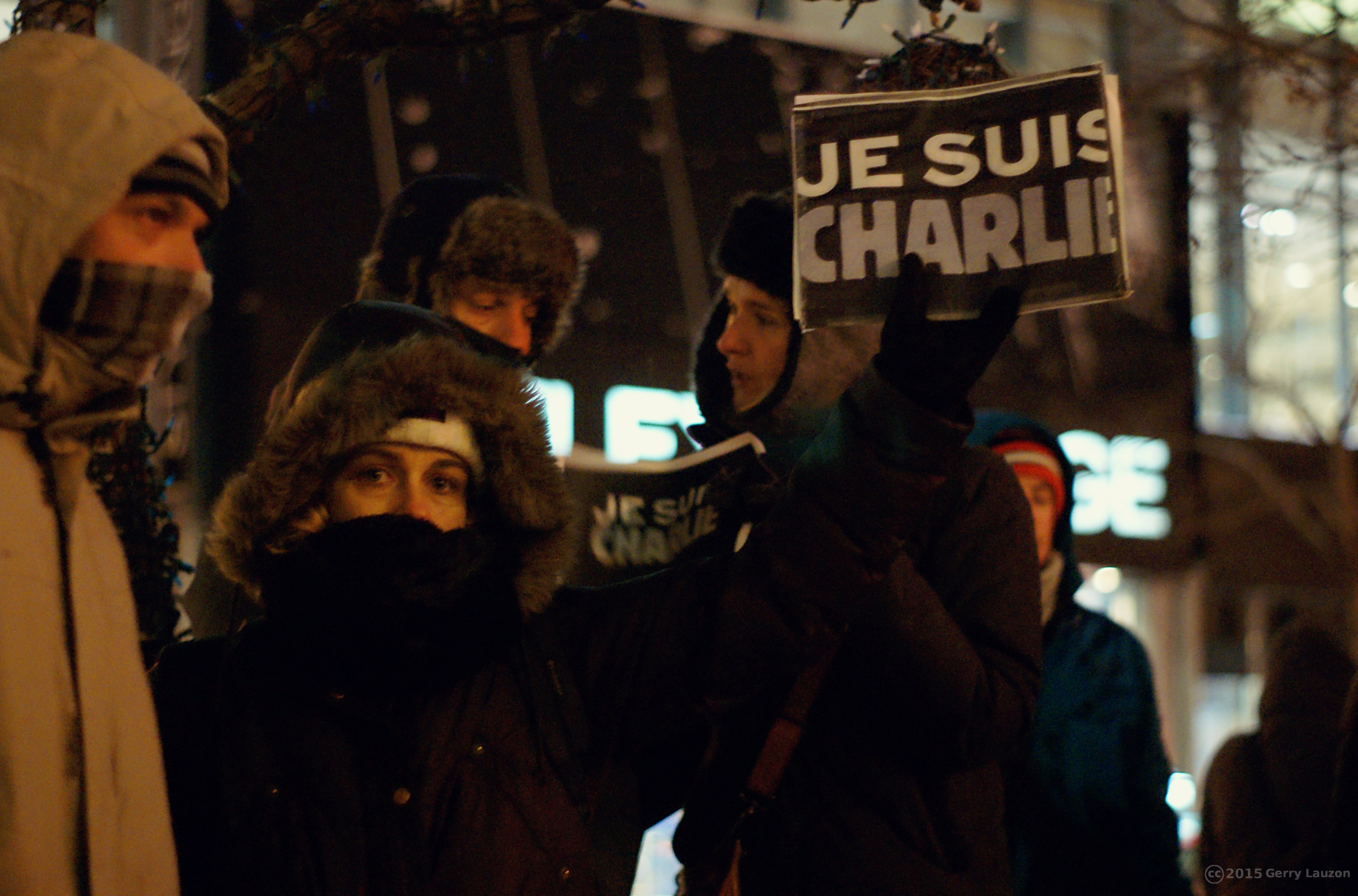
"Je suis Charlie" en Montreal, 7 de enero de 2015.
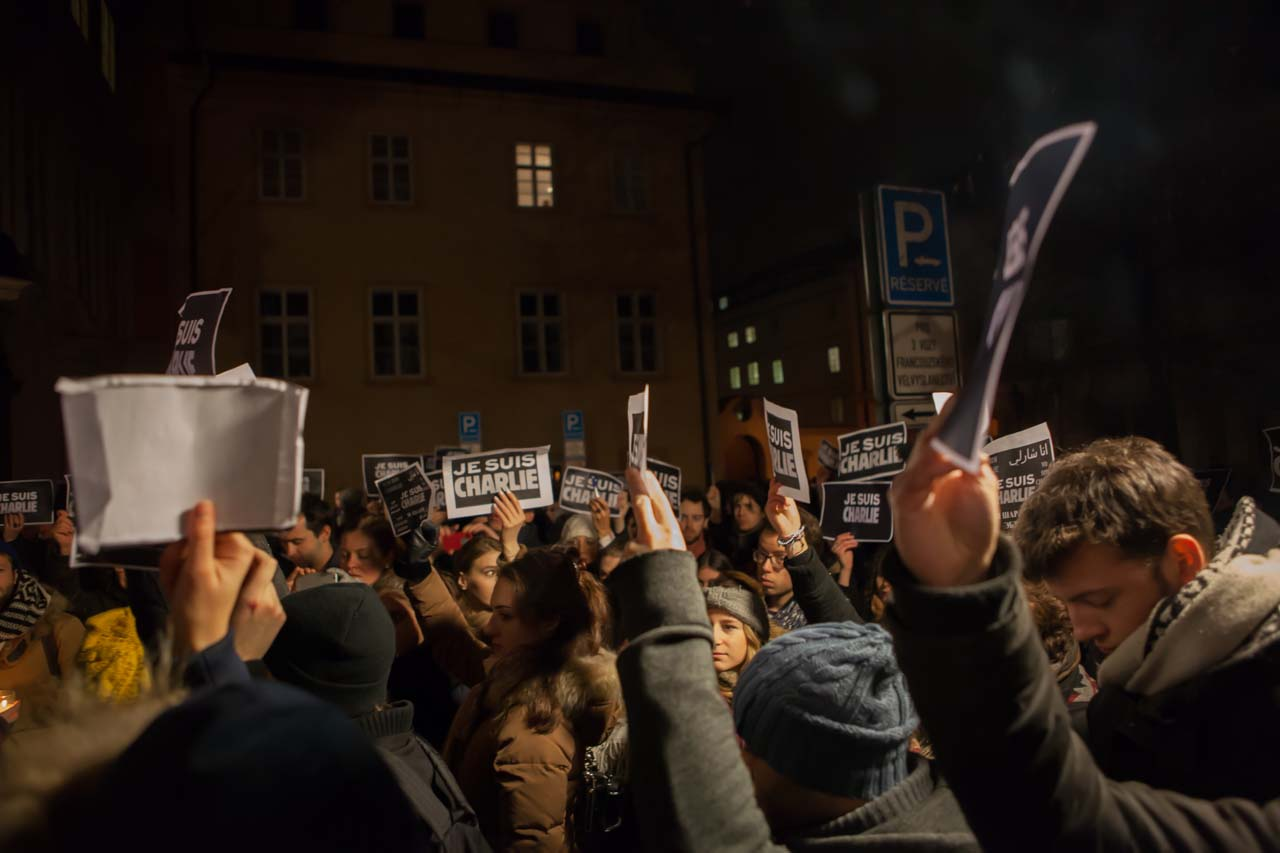
Manifestación en Praga frente a embajada de Francia.
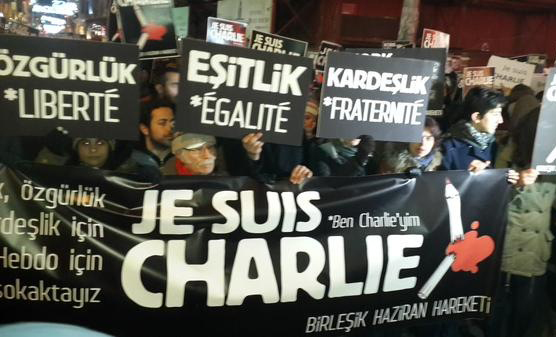
Manifestación en Estambul, 8 de enero de 2015.

Incluso el motor de búsqueda Google ubicó una imagen pequeña Je suis Charlie en su página principal hasta el domingo 11 de enero de 2015, exhibiendo también una banda negra en signo de duelo.
Por cierto, también hubo una enorme variedad de ofertas de ventas en línea de diversos productos con la consigna estampada o impresa. Y tampoco faltaron las apropiaciones juzgadas chocantes o inadecuadas por muchos, como ser el uso que se le dio a la frase en el sitio digital de 3 Suisses en su página de Facebook. El lema «Ich bin Charlie» (o sea, «Je suis Charlie» en alemán) también tuvo su circulación, e incluso se lo observó en una mezquita sita en Bischwiller (Alsacia, Francia).

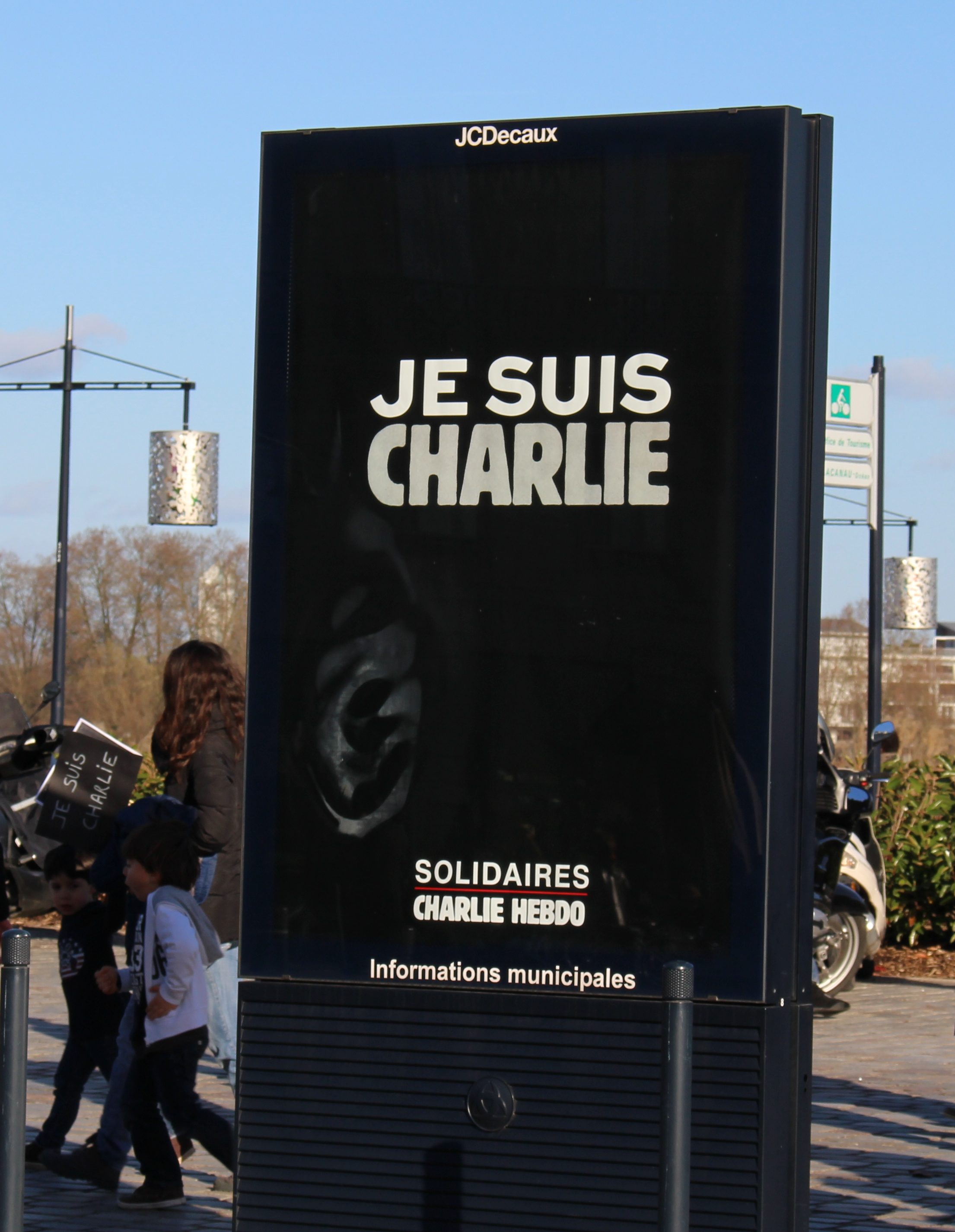
En Burdeos, JCDecaux remplazó ciertos afiches publicitarios por otros que decían «Je suis Charlie».

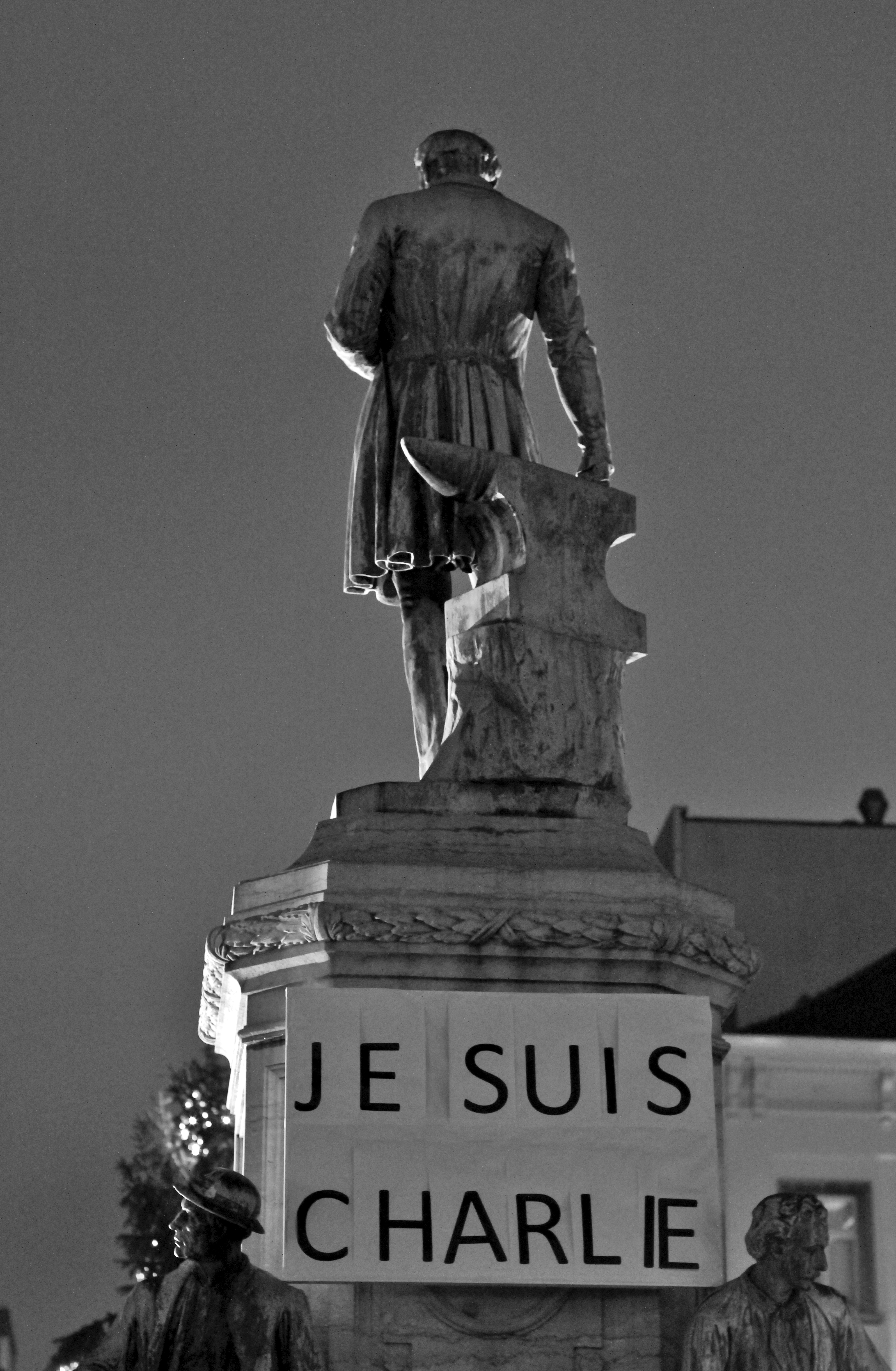
Bruselas, 7 de enero de 2015.

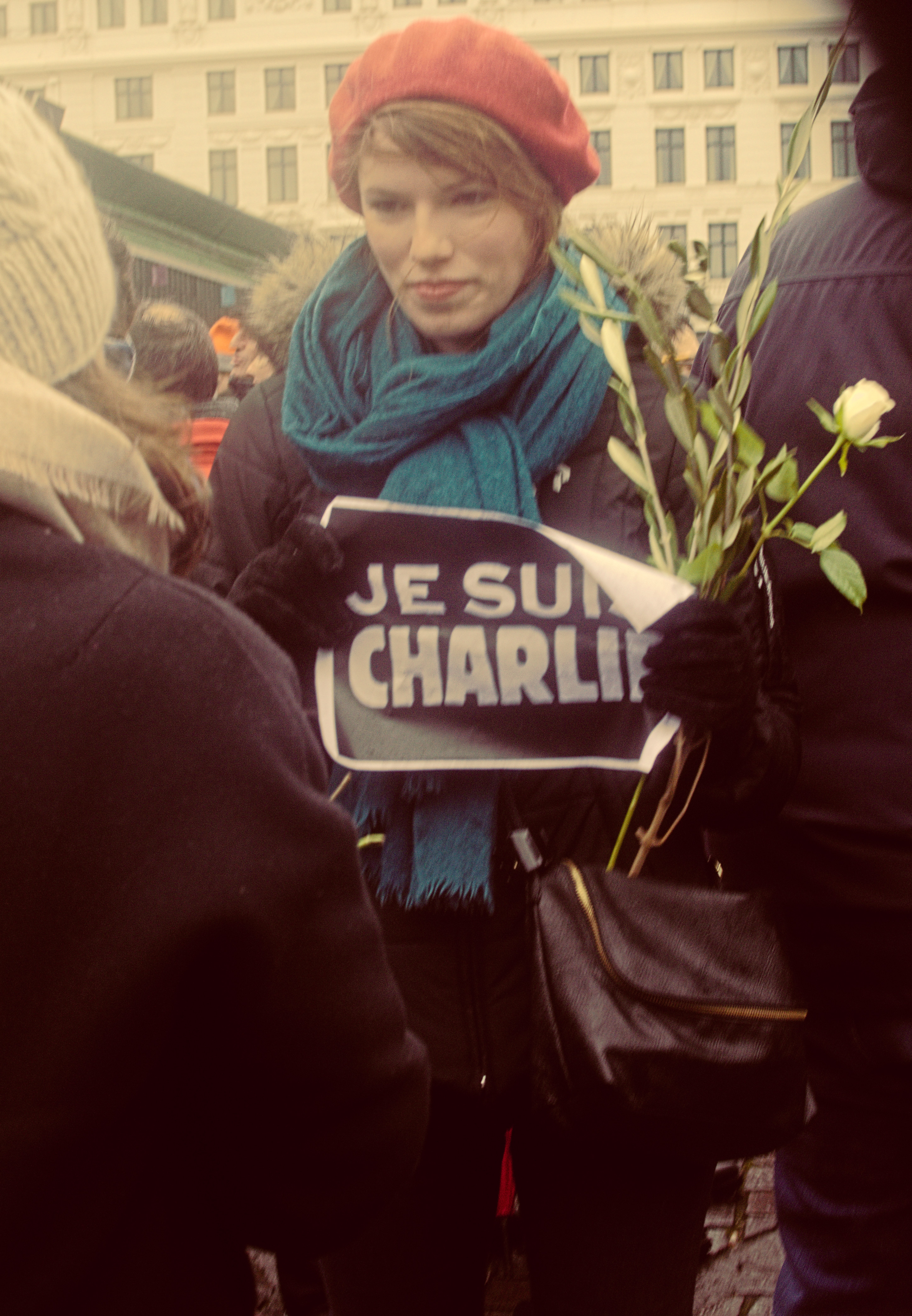
Plaza Kongens Nytorv en Copenhague,
9 de enero de 2015.

En ciertas ciudades, se remplazaron afiches publicitarios callejeros por otros con la inscripción «Je suis Charlie».
Y en París, se remplazaron todos los paneles publicitarios situados en el itinerario de la Gran Marcha Republicana del 11 de enero de 2015, por afiches negros.
El domingo 11 de enero de 2015, durante el campeonato de Italia de fútbol, en el derbi de Roma (que habitualmente tiene lugar próximo a la epifanía), al enfrentarse a la AS Roma del entrenador francés Rudi García, los jugadores de la SS Lazio llevaron todos ellos camisetas con el eslogan: «Je suis Charlie».
El 13 de enero de 2015, y a pesar de alrededor de cincuenta solicitudes de registro de marca de esta frase emblemática hechas efectivas ya desde el propio día 7 de enero de 2015, el Institut National de la Propriété Industrielle (INPI) decidió no registrar el eslogan, dejando libre este mensaje y su imagen para cualquier utilización. Sobre este asunto, el INPI señaló que «les demandes ne répondent pas au critère de caractère distinctif», agregando además que «ce slogan ne peut pas être capté par un acteur économique du fait de sa large utilisation par la collectivité» (traducción al español: «las demandas no responden a un criterio de carácter distintivo»; «el eslogan no puede ser apropiado por un actor económico (para su uso exclusivo) dada la gran utilización ya concretada por parte de la colectividad»).

### Utilización del eslogan en la música
El propio día 8 de enero de 2015, el artista JB Bullet dio difusión a la canción Je suis Charlie sobre la tonada de Hexagone del autor-compositor Renaud Séchan (año 1975), haciendo referencia a la firmeza del espíritu republicano.
Y ese mismo día, el grupo de cantoras francesas "Les Françoises" integrado por Jeanne Cherhal, Camille, La Grande Sophie, y Emily Loizeau, interpretaron el título «Je m'appelle Charlie» en los estudios de Radio France.
También el 8 de enero de 2015, el rapero maliense Oxmo Puccino interpretó su propia canción titulada Je Suis Charlie durante la emisión de "Le Before du Grand Journal" en Canal+ (Francia).
El 9 de enero de 2015, el compositor-escritor de poesía eslam llamado Fabien Marsaud (alias Grand Corps Malade), interpretó Je suis Charlie en homenaje a las víctimas del atentado del día 7 de ese mes. Y el 10 de enero de 2015, el grupo francés Tryo publicó una canción titulada Charlie.

### Utilización del eslogan en la propia publicación Charlie Hebdo
El eslogan finalmente fue retomado para el llamado «premier numéro des survivants» (en español: «primer número de los sobrevivientes»). La redacción de Charlie Hebdo, alojada en las oficinas del diario Libération, utilizó el eslogan en la portada del primer número publicado después del atentado, donde se observa la frase «Je suis Charlie» inscrito en un cartel sostenido por Mahoma, quien lagrimeando declara «Tout est pardonné» (o sea en español: «Todo está perdonado»).

### Variantes
La variante «Nous sommes tous Charlie» y «Nous sommes tous des Charlie» han sido utilizadas por varios grupos, a imagen de lo actuado por la Société de journalistes français, la que hizo un inventario de las redacciones sobre este asunto presentadas por los principales medios nacionales franceses, así como las generadas por Reporteros sin fronteras (en francés: Reporters sans frontières).

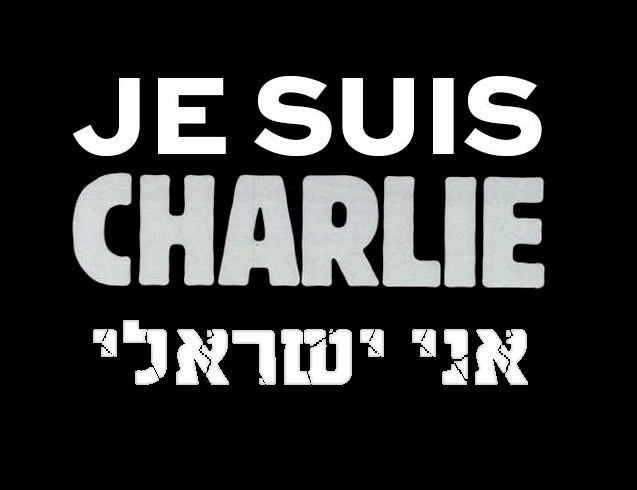
Pancarta con las frases «Soy Charlie» y «Soy israelí».

Las variantes «I am Charlie» o similar, o sea, la traducción al inglés del eslogan en francés, también ha sido utilizada en los países anglófonos, al igual que las traducciones al español y al portugués, «Yo soy Charlie» o «Soy Charlie» (para los países hispanos) y «Eu sou Charlie» (para Brasil). Traducciones de este tipo también fueron concretadas a otros idiomas, con finalidades y objetivos diversos.
Las variantes «Je suis policier» y «Je suis juif» —agregar también «Je suis musulman»— se exhibieron en referencia a la muerte de policías y de judíos, durante y después de los episodios involucrados con la balacera en la sede de Charlie Hebdo y la posterior persecución de los terroristas actuantes.
El hashtag «#jenesuispascharlie» y el eslogan Je ne suis pas Charlie, es y fue utilizado por personas que desaprueban total o parcialmente la línea editorial del semanario y "los llamados a manifestarse orquestados por los medios", aunque objetan el atentado en sí mismo y las muertes. Y algunos de ellos en particular, reprochan al semanario por haber sido blasfemo e irrespetuoso respecto del Islam así como de otras religiones.
La etiqueta «#jenesuispascharlie» ha sido también utilizada por movimientos o personalidades de extrema derecha (entre ellos Jean-Marie Le Pen), así como por movimientos de tendencia identitaria, en cuyos entornos se los asocia con las etiquetas «#bienfait» y «#cheh» (o sea, movimientos integrados por personas que aprueban este tipo de atentado o que al menos los observan con cierta simpatía).

## Reutilización

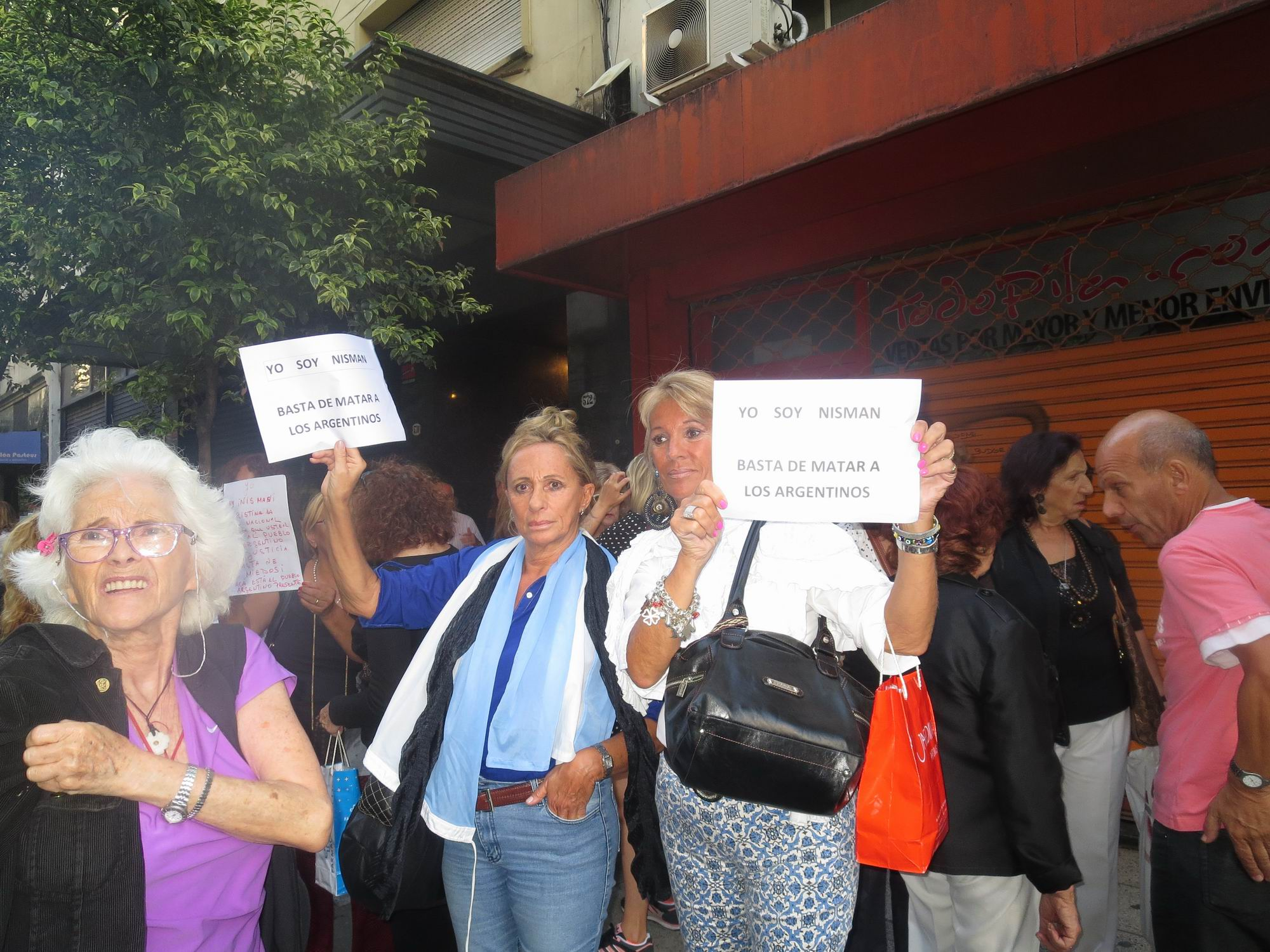
Utilización de la frase "Yo soy Nisman" en Buenos Aires en enero de 2015, en referencia a la muerte de Alberto Nisman.

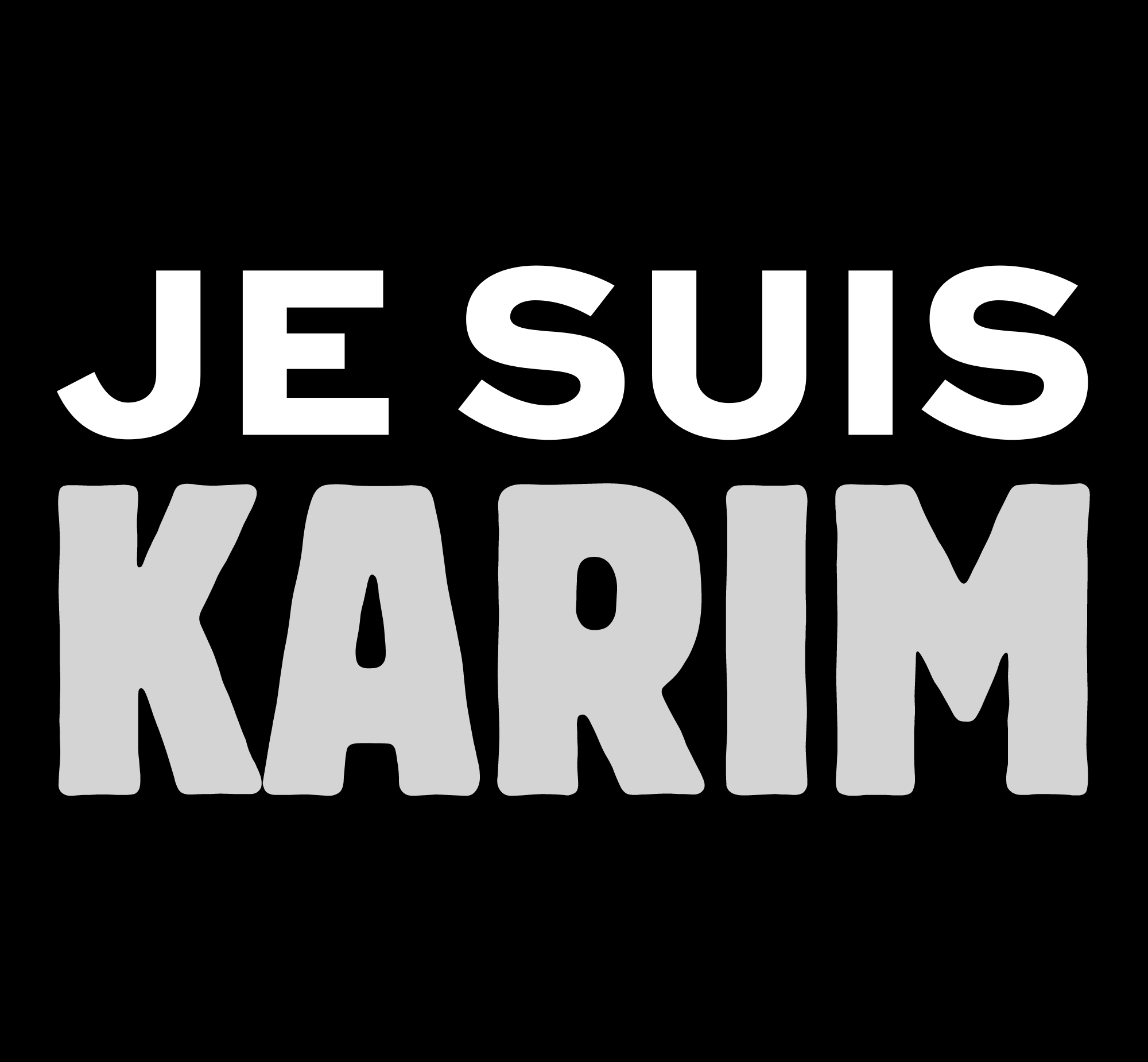
Pancarta con la inscripción «Je suis Karim», en alusión a Karim Wade (prisionera política en Senegal).

Como ya se señaló, el lema «Je suis Charlie» se inspiró en otros anteriores, pero también fue objeto de imitaciones.
En efecto, después de un ataque a un autobús civil perpetrado el 13 de enero de 2015 en Ucrania, causando la muerte al menos a doce personas, y con más de una decena de heridos, una campaña de protesta fue rápidamente lanzada por los internautas ucranianos, con utilización del eslogan «Je suis Volnovakha» (nombre de la localidad próxima al lugar del ataque), extendiéndose a varias ciudades ucranianas y rusas
 en preparación de la organización de una manifestación por la paz en Kiev.
Y en Buenos Aires (Argentina), se utilizó en marchas por la muerte de Alberto Nisman, ocurrida el 18 de enero de 2015, donde se usaron las frases: «Yo soy Nisman»; «Nosotros somos Nisman»; «Todos somos Nisman».

## Toponimia
Al día siguiente del atentado, Jean-Pierre Tallieu, intendente de la ciudad de La Tremblade, en los suburbios de Royan (departamento de Charente Marítimo), tomó la iniciativa de poner el nombre «Je suis Charlie» a una plaza pública, con el fin de recordar a las víctimas y rendirles homenaje. El sábado 10 de enero de 2015 se inauguró una placa provisional, que deberá ser remplazada por una señalización más importante y duradera en las semanas siguientes, «una vez cumplidas todas las formalidades administrativas necesarias para el registro de la nueva denominación»[actualizar] (osm).

## Manifestaciones del 10-11 de enero de 2015
Numerosas manifestaciones populares en apoyo de las víctimas y del semanario Charlie Hebdo, tuvieron lugar el 10 y el 11 de enero de 2015, en Francia y en otros países, donde la consigna «Je suis Charlie» también fue muy popular.